# Harry Belafonte
Harry Belafonte, rodným jménem Harold George Bellanfanti Jr., (1. března 1927 Harlem, New York – 25. dubna 2023 Upper West Side, New York) byl americký zpěvák, herec a aktivista za občanská práva. Byl přezdíván „Král kalypsa“ (anglicky „King of Calypso“).

## Životopis

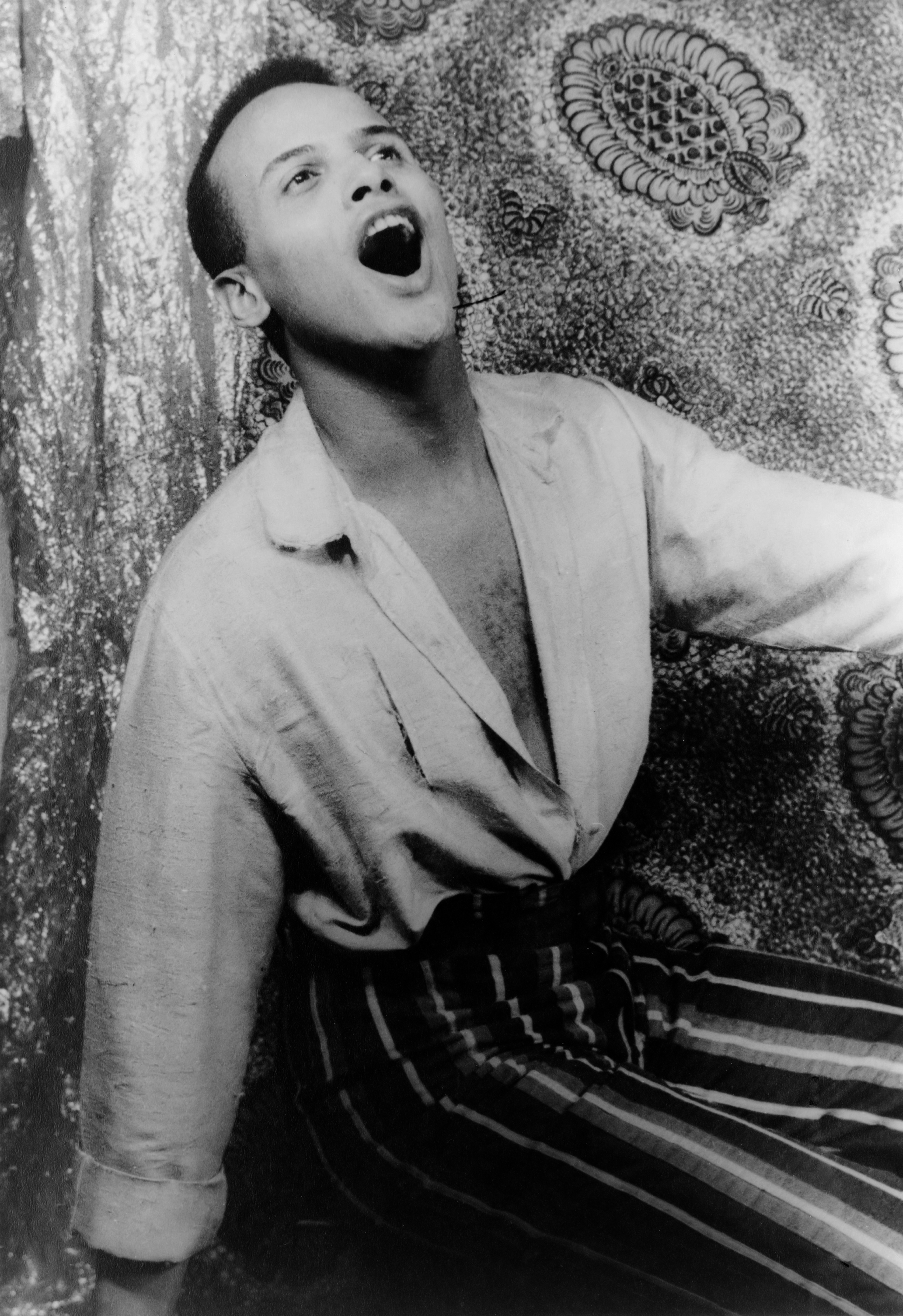
Zpívající Harry Belafonte v roce 1954

Narodil se 1. března 1927 v newyorském Harlemu jako Harold George Bellanfanti Jr. do rodiny přistěhovalců z Karibiku. Otec Harold George Bellanfanti Sr. (1900–1990) byl šéfkuchař, matka Melvine Bellanfanti (rozená Love, 1906–1988) byla hospodyně. Po rozvodu rodičů žil dva roky u babičky na Jamajce. Za druhé světové války sloužil u amerického námořnictva, po demobilizaci studoval herectví pod vedením Erwina Piscatora (ve třídě s ním byli Marlon Brando a Sidney Poitier). Od roku 1949 se začal profesionálně věnovat zpěvu, od roku 1953 nahrával u firmy RCA Victor. Jako interpret zpopularizoval polyrytmický vokální hudební styl kalypso pocházející z karibské oblasti, ale zpíval také blues nebo gospel. Jeho největšími hity byly „Banana Boat  (Day-O)“, „Matilda“ a „Jump in the Line (Shake, Senora)“. Hrál také v několika filmech, např. Carmen Jones a Anděl Levine. V roce 2000 obdržel cenu Grammy za celoživotní dílo.
Byl rovněž znám jako bojovník za práva Afroameričanů a kritik americké zahraniční politiky. Přátelil se s Martinem Lutherem Kingem, Johnem Fitzgeraldem Kennedym nebo Fidelem Castrem. V roce 2002 vyvolal skandál, když přirovnal tehdejšího ministra zahraničních věcí USA Colina Powella k otrokům, kteří podlézali svým pánům, aby měli pohodlnější život.
Měl čtyři děti, dcera Shari je herečka a modelka.
Zemřel 25. dubna 2023 v Upper West Side ve věku 96 let na srdeční selhání.

## Diskografie
Za dobu své kariéry vydal Harry Belafonte celkem 27 studiových alb, 8 koncertních alb, 8 kompilačních alb, 6 alb, na nichž spolupracoval s dalšími umělci, a také 19 singlů. Viz následující seznamy:

### Studiová alba
- Mark Twain and Other Folk Favorites (1954)
- Belafonte (1956)
- Calypso (1956)
- An Evening with Belafonte (1957)
- Belafonte Sings of the Caribbean (1957)
- To Wish You a Merry Christmas (1958)
- Belafonte Sings the Blues (1958)
- Love Is a Gentle Thing (1959)
- My Lord What a Mornin' (1960)
- Swing Dat Hammer (1960)
- Jump Up Calypso (1961)
- Midnight Special (1962)
- The Many Moods of Belafonte (1962)
- Streets I Have Walked (1963)
- Ballads, Blues and Boasters (1964)
- In My Quiet Room (1966)
- Calypso in Brass (1966)
- Belafonte on Campus (1967)
- Belafonte Sings of Love (1968)
- Homeward Bound (1970)
- Belafonte by Request (1970)
- The Warm Touch (1971)
- Calypso Carnival (1971)
- Play Me (1973)
- Turn the World Around (1977)
- Loving You Is Where I Belong (1981)
- Paradise in Gazankulu (1988)

### Koncertní alba
- Belafonte at Carnegie Hall (1959)
- Belafonte Returns to Carnegie Hall (1960)
- Belafonte at The Greek Theatre (1964)
- Belafonte…Live! (1972)
- Belafonte Concert in Japan (1974)
- Belafonte '89 (1989)
- An Evening with Harry Belafonte and Friends (1997)

### Kompilační alba
- This Is Harry Belafonte (1970)
- Abraham, Martin and John (1974)
- Harry Belafonte – Pure Gold (1975)
- Harry Belafonte – A Legendary Performer (1978)
- Greatest Hits (2000)
- Island in the Sun: The Complete Recordings 1949–1957 (2002)
- The Essential Harry Belafonte (2005)
- Playlist: The Very Best of Harry Belafonte (2012)

### Spolupráce
- Porgy and Bess (1959) – s Lenou Horne
- An Evening with Belafonte/Makeba (1965) – s Miriam Makeba
- An Evening with Belafonte/Mouskouri (1966) – s Nanou Mouskouri
- Harry & Lena (1970) – s Lenou Horne
- The Tradition Of Christmas (1991)
- The Long Road to Freedom: An Anthology of Black Music (2001)

### Singly
- „Gomen Nasai“ (Forgive Me) (1953)
- „Jamaica Farewell“ (1956)
- „Mary's Boy Child“ (1956)
- „The Blues Is Man“ (1956)
- „Banana Boat“ (Day-O) (1956)
- „Hold 'Em Joe“ (1957)
- „Mama Look a Boo Boo“ (1957)
- „Don't Ever Love Me“ (1957)
- „Coconut Woman“ (1957)
- „Island in the Sun“ (1957)
- „Scarlet Ribbons“ (1957) – s Millardem Thomasem
- „The Marching Saints“ (1958)
- „Little Bernadette“ (1958)
- „The Son of Mary“ (1958)
- „Round the Bay of Mexico“ (1959)
- „Hole in the Bucket“ (1961) – s Odettou
- „A Strange Song“ (1967)
- „By the Time I Get to Phoenix“ (1968)
- „Skin to Skin“ (1988) – s Jennifer Warnes

## Filmografie

### Herec
| Rok  | Název                              | Role                        | Poznámky         |
| ---- | ---------------------------------- | --------------------------- | ---------------- |
| 1953 | Bright Road                        | pan Williams, ředitel školy |                  |
| 1954 | Carmen Jones                       | Joe                         |                  |
| 1957 | Island in the Sun                  | David Boyeur                |                  |
| 1959 | The World, the Flesh and the Devil | Ralph Burton                | také producent   |
| 1959 | Zítřek nemá šanci                  | Johnny Ingram               | také koproducent |
| 1968 | Petula                             | sám sebe                    | TV film          |
| 1969 | A World in Music                   | sám sebe                    | TV film          |
| 1970 | Anděl Levine                       | Alexander Levine            | také producent   |
| 1972 | Buck a kazatel                     | kazatel                     | také producent   |
| 1974 | Ve městě v sobotu večer            | Geechie Dan Beauford        |                  |
| 1974 | Free to Be… You & Me               | sám sebe                    | TV film          |
| 1981 | Grambling's White Tiger            | trenér Eddie Robinson       | TV film          |
| 1992 | Hráč                               | sám sebe                    | cameo            |
| 1994 | Prêt-à-Porter                      | sám sebe                    | cameo            |
| 1995 | Černá klec                         | Thaddeus Thomas             |                  |
| 1996 | Kansas City                        | Seldom Seen                 |                  |
| 1999 | Cena za život                      | Will Dunn                   | TV film          |
| 2006 | Bobby                              | Nelson                      |                  |
| 2018 | BlacKkKlansman                     | Jerome Turner               |                  |

### Producent
| Rok  | Název                              | Poznámky                         |
| ---- | ---------------------------------- | -------------------------------- |
| 1959 | The World, the Flesh and the Devil | neuveden v titulcích, také herec |
| 1959 | Zítřek nemá šanci                  | koproducent, také herec          |
| 1970 | Anděl Levine                       | neuveden v titulcích, také herec |
| 1972 | Buck a kazatel                     | neuveden v titulcích, také herec |
| 1984 | Beat Street                        |                                  |
| 1995 | Milostné pletky                    | TV film, výkonný producent       |
| 2000 | Parting the Waters                 | TV minisérie, výkonný producent  |

## Ocenění

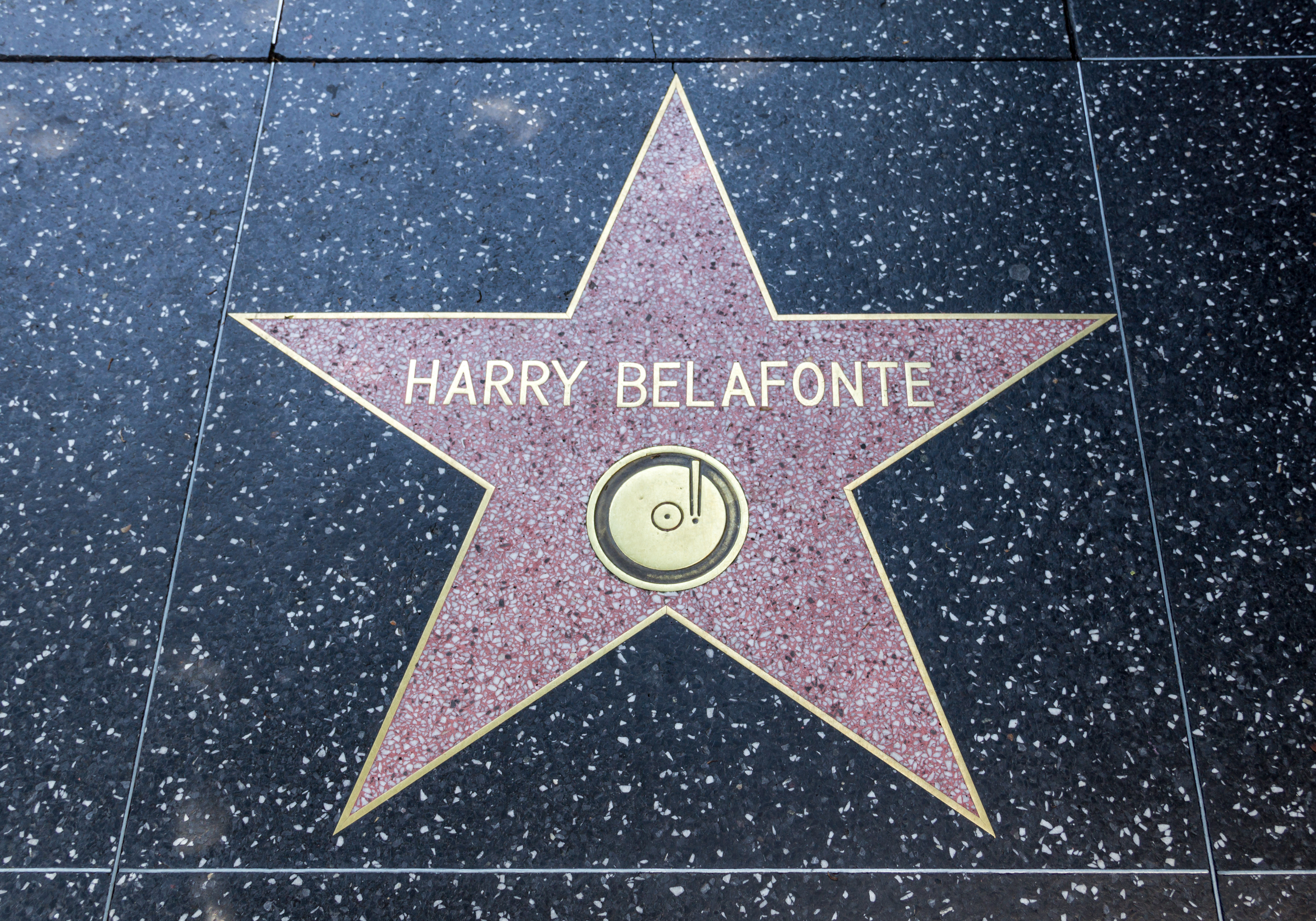
Belafonteho hvězda na Hollywoodském chodníku slávy

- 1954 – Cena Tony za Nejlepšího herce v hlavní roli – muzikál[6]
- 1954 – Theatre World Award[7]
- 1954 – Donaldson Award za Nejlepší mužský herecký debut v muzikálu
- 1960 – Cena Emmy[4]
- 1989 – Vyznamenání Kennedyho centra[4]
- 1994 – National Medal of Arts[4]
- 1996 – New York Film Critics Circle Award za Nejlepšího herce ve vedlejší roli ve filmu Kansas City
- 2000 – Cena Grammy za celoživotní dílo[4]
- 2014 – Cena Jeana Hersholta (čestný Oscar)[8][9]

Byl také nositelem Řádu Jamajky a Řádu společníků O. R. Tamba 2. třídy. V roce 2022 byl uveden do Rock and Roll Hall of Fame. Má hvězdu na Hollywoodském chodníku slávy.